# Personaggi di Star Fox
Questa è una lista dei personaggi presenti nella serie di Star Fox.

## Team Star Fox

Alcuni membri del Team Star Fox: da sinistra verso destra Slippy Toad, Fox McCloud, Falco Lombardi e Krystal

Il Team Star Fox è il nome dato a un gruppo di mercenari comandati dal Generale Pepper. I personaggi principali della serie appartengono a questo team. Il comandante del gruppo è Fox McCloud, mentre i suoi compagni sono Falco Lombardi, Slippy Toad, Peppy Hare e Krystal. Peppy ha abbandonato il ruolo di pilota dopo essere diventato troppo vecchio, facendosi sostituire da Krystal. Le navicelle in dotazione al team vengono chiamate Arwing. La nave madre in cui viaggiano i membri del gruppo viene chiamata Great Fox. Di seguito vengono descritti i membri del team.

### Fox McCloud
Fox McCloud (フォックス・マクラウド?, Fokkusu Makuraudo) è il protagonista della serie Star Fox. Volpe antropomorfa dalle incredibili doti da pilota, ha perso il padre quando era giovane. Il suo nemico principale è Andross, malvagio scienziato che ha causato la presunta morte del padre. Dopo che Pigma Dengar aveva tradito la vecchia Star Fox, ricevette la notizia della scomparsa del padre da Peppy, un amico di famiglia, che da quel momento in poi, diventò come un secondo padre per lui. Fox possiede lo spirito del leader e tutti lo considerano un valido comandante. Ha una breve relazione amorosa con Krystal, che viene in seguito rovinata dai suoi dubbi sulle sue capacità, anche se comunque i due nella maggior parte dei finali di Command ritorneranno insieme, in particolare in un finale compare suo figlio Marcus. Fox appare in tutti i titoli della serie di Super Smash Bros..

### Falco Lombardi
Falco Lombardi (ファルコ・ランバルディ?, Faruko Ranbarudi) è uno dei membri più validi del team ed è uno dei migliori amici di Fox. Durante il corso della serie, Falco abbandona il team svariate volte. Dopo le Lylat Wars, Falco lascia il team a causa della mancanza di lavoro. Durante l'ultima battaglia di Fox contro Andross, Falco torna ad assistere l'amico a sorpresa di tutti. Sconfitto il malvagio scienziato una volta per tutte, Falco decide di tornare a far parte del team. In Star Fox: Assault, Falco collabora alla sconfitta degli Aparoidi. In Command Falco lascia nuovamente il team per poi riunirsi ad esso. In un finale alternativo del gioco, falco si allea con Katt Monroe e forma un team tutto suo di cui lui è il capo. Falco, inoltre, appare come personaggio giocabile in Super Smash Bros. Melee, Super Smash Bros. Brawl e Super Smash Bros. per Nintendo 3DS e Wii U.

### Slippy Toad
Slippy Toad (スリッピー・トード?, Surippī Tōdo) è una rana e il meccanico della Star Fox, che si occupa della manutenzione dei veicoli. È un amico d'infanzia di Fox e ha frequentato l'accademia militare insieme a lui. Suo padre, Beltino Toad, è il direttore d'ingegneria della Space Dynamics, e poi è diventato direttore di ricerca per l'esercito di Corneria. Le sue abilità di volo sono inferiori rispetto ai suoi compagni di squadra e tende a cacciarsi nei guai, ma il suo grande intelletto, il suo talento come meccanico e inventore e il suo supporto tecnico lo rendono un membro essenziale della Star Fox. Insieme a suo padre, costruì due nuovi mezzi di trasporto che furono di grande aiuto al suo team: il Landmaster, un potente carro armato, e il Blue Marine, un sottomarino tecnologico. Dopo la sconfitta degli Aparoidi, Slippy si innamora di Amanda, che lo ricambia, e lascia temporaneamente il team per passare più tempo con la sua fidanzata per poi tornare ad aiutare Fox durante l'invasione degli Anglar.

### Peppy Hare
Peppy Hare (ペッピー・ヘア?, Peppī Hea) è un coniglio, membro dell'originale Team Star Fox. Grande amico del padre di Fox, James McCloud, venne tradito da Pigma Dengar che consegnò il Team Star Fox ad Andross. Fortunatamente, Peppy riuscì a fuggire e informò subito Fox di quello che era accaduto. Da quel momento in poi, si prenderà cura di lui e gli fece da mentore e da consigliere, diventando la figura paterna di Fox. In Assault, Peppy si ritira dal ruolo di pilota e ricopre il ruolo di consigliere stando a bordo della nave madre Great Fox per occuparsi della tattica, e Krystal, che si è unita al team, prende il suo posto come pilota. In Command, Peppy viene eletto generale delle truppe di Corneria, dopo che il Generale Pepper si ammalò gravemente. Ha una figlia di nome Lucy, avuta dalla moglie defunta Vivian.

### Krystal
Krystal (クリスタル?, Kurisutaru) è una volpe blu, unica sopravvissuta del suo pianeta d'origine, Cerinia. Vagando nell'universo in cerca di una risposta alla distruzione del suo pianeta e alla morte dei suoi genitori, Krystal venne in contatto col pianeta Sauria, nel quale però cadde in una trappola di Andross e venne sigillata dentro un cristallo magico. Dopo essere stata liberata da Fox, le venne concesso di unirsi al team e diventare un pilota. Krystal accettò con piacere e sviluppò sentimenti romantici verso Fox, ma lasciò il team poco tempo dopo a causa di alcune idee discordanti con Fox. Krystal presenta sul corpo diversi tatuaggi tribali di colore bianco. In Star Fox Adventures, impugna una speciale asta dotata di poteri magici, che passa poi nelle mani di Fox. In questo capitolo della serie, la volpina blu ci viene presentata con gli abiti tipici della sua tribù. In tutti i seguenti giochi in cui appare, indossa una tuta e un paio di stivali di colore viola. I diversi finali di Command includono diverse possibilità: Krystal che si unisce al Team Star Wolf, che ritorna dai suoi vecchi amici, che ha un figlio con Fox o che assume una seconda identità di nome Kursed. È in grado di avvertire i cosiddetti "Distress Signals" grazie ai suoi poteri telepatici e, insieme a Slippy Toad, è l'unico membro della squadra a conoscere la lingua Dino. Krystal appare in Super Smash Bros. Brawl pur non essendo un personaggio giocabile.
Una curiosità: quando Star Fox Adventures era nella fase di sviluppo in cui era ancora chiamato Dinosaur Planet, Krystal aveva un aspetto e una backstory differenti: era infatti presentata come la sorella adottiva del protagonista Sabre (sostituito in seguito da Fox), aveva un aspetto più felino che canide, non aveva i capelli e indossava una lunga veste gialla, ma il suo nome rimane comunque identico.

### Altri membri

#### James McCloud
James McCloud (ジェームズ・マクラウド?, Jēmuzu Makuraudo) è il padre di Fox. Membro del team originale, venne tradito dal suo compagno Pigma Dengar e consegnato al malvagio Andross. Da allora, non si seppe più nulla di lui, e venne creduto morto da tutti. Fox lo incontrò durante la fuga dalla base di Andross, e un'altra volta ancora durante una delle battaglie finali contro la flotta degli Anglar. Nonostante tutto, Fox non lo rivelò a nessuno dei suoi amici. Un omonimo personaggio dall'aspetto simile compare in F-Zero X. James appare anche come trofeo in Super Smash Bros. per Nintendo 3DS e Wii U.

#### ROB 64
ROB 64 (ナウス64?, Nausu Rokujūyon, NUS64) è il robot del team. Il suo nome è un riferimento all'accessorio per Nintendo Entertainment System R.O.B., mentre il nome giapponese, NUS, si riferisce al nome del prototipo del Nintendo 64, Nintendo Ultra Sixty-four. ROB controlla la nave madre del team, la Great Fox, e fornisce preziosi consigli e ricambi dell'equipaggiamento. Dopo la distruzione della prima Great Fox a causa degli Aparoidi, rimane insieme a Fox a guidare la seconda versione della nave.

## Team Star Wolf
Star Wolf (スターウルフ?, Sutā Urufu) è il nome dato a un gruppo di mercenari presenti nella serie di videogiochi Star Fox. La prima apparizione cronologica del team risale a Star Fox 2, gioco in sviluppo per Super Nintendo cancellato prima dell'uscita. Il Team Star Wolf fu introdotto al pubblico per la prima volta in Lylat Wars, nel 1997.
Il Team Star Wolf fu creato da Andross per eliminare il Team Star Fox. Dopo la morte dello scienziato, il team cominciò a lavorare in proprio e sviluppò un'accesa rivalità con la sua controparte buona. A differenza dello Star Fox che usa navette chiamate Arwing, lo Star Wolf utilizza un modello più potente chiamato Wolfen. Il team era originariamente composto da quattro membri, ma in seguito due di essi lo abbandonarono. I membri del team sono elencati di seguito.

### Leon Powalski
Leon Powalski (レオン・ポワルスキー?, Reon Powarusukī) è insieme a Wolf l'unico membro del team a non averlo mai abbandonato. Estremamente freddo e calcolatore, Leon è un camaleonte dalle fattezze umane. Ha un'accesa rivalità con Falco Lombardi. Nonostante parli in maniera eloquente ed educata, Leon è crudele e ama infliggere atroci sofferenze al nemico. Appare come trofeo in Super Smash Bros. Brawl e in Super Smash Bros. per Nintendo 3DS e Wii U.

### Pigma Dengar
Pigma Dengar (ピグマ・デンガー?, Piguma Dengā) è un maiale antropomorfo. Inizialmente faceva parte del Team Star Fox ma lo tradì in seguito per aiutare Andross. Unitosi al Team Star Wolf, combatté principalmente contro il suo vecchio compagno di squadra Peppy Hare. Dopo la morte di Andross, Pigma venne allontanato dal team dallo stesso Wolf in quanto ritenuto troppo incosciente e aggressivo. Pigma decise allora di unirsi agli Aparoidi. Si lasciò assorbire da essi e divenne un gigantesco cyborg di forma quadrata. Sconfitto dal Team Star Fox in Star Fox: Assault, Pigma continuò a vagare per lo spazio e si alleò in seguito con la flotta degli Anglar in Star Fox Command. Venne nuovamente distrutto dai suoi vecchi nemici.

### Andrew Oikonny
Andrew Oikonny (アンドリュー・オイッコニー?, Andoryū Oikkonī) è una scimmia dal pelo bianco, nipote dell'imperatore Andross ed ex membro del Team Star Wolf. Dopo la morte di suo zio, decise di raccogliere a sé tutte le truppe rimaste e fondare una nuova flotta ribelle con lo scopo di distruggere l'armata di Corneria. La sua navicella venne inaspettatamente distrutta da un Aparoide, e fu costretto a ritirarsi. In Star Fox Command, Oikonny si unisce alla flotta degli Anglar ma viene sconfitto nuovamente. Una versione beta di Oikonny appare in Star Fox 2, col nome Algy.

### Panther Caroso
Panther Caroso (パンサー・カルロッソ?, Pansā Karurosso, Panther Caluroso) è una pantera nera, nuovo membro del Team Star Wolf. Unitosi al team dopo gli avvenimenti della Lylat Wars, Panther dimostra subito di essere un efficiente membro del gruppo. Quando incontra Krystal per la prima volta se ne innamora perdutamente e continua a farle la corte. In Star Fox Command si fidanza ufficialmente con Krystal in alcune delle possibili trame, ma nella maggior parte dei finali i due si lasciano. Il suo simbolo è una rosa rossa che porta sempre con sé e che ha fatto serigrafare sul suo Wolfen. Appare come trofeo in Super Smash Bros. Brawl.

## Antagonisti

### Andross
Andross (アンドルフ?, Andorufu, Andorf) è il principale antagonista della serie, introdotto come boss nel primo Star Fox. Le sue fattezze sono scimmiesche ed è probabilmente in parte ispirato al Dr. Zaius di Il pianeta delle scimmie.
Si fece notare per essere il primo boss a struttura tridimensionale apparso sul Super Nintendo, grazie al chip Super FX introdotto nella cartuccia: nello scontro finale di Star Fox appare una enorme maschera fluttuante composta da blocchi metallici 3D, distrutta la quale appare il "cervello" di Andross, un poliedro con il suo volto sulle facce.
Inizialmente, Andross era un brillante scienziato ai servizi di Corneria. Gradualmente però, la sete di potere lo trasformò in una persona malvagia. Dopo che un suo esperimento fallì, Andross venne mandato in esilio sul pianeta Venom, dove cominciò a costruire un esercito personale di droni, per il suo desiderio di vendetta e delirio di onnipotenza.
Presto, il Team Star Fox venne spedito a investigare, ma il membro Pigma Dengar si convertì al male e tradì l'interà squadra, consegnandola al malvagio scienziato. James McCloud rimase intrappolato nelle mani di Andross, mentre Peppy Hare riuscì a fuggire e a formare un secondo Team Star Fox. Dopodiché, Andross si autoproclamò imperatore di Venom e dell'intero Sistema di Lylat. In seguito, attaccò i pianeti vicini. 
Dopo la formazione del nuovo Team Star Fox, Andross venne fronteggiato da Fox McCloud e sconfitto. Istanti prima della sua morte, Andross attivò una bomba con la speranza di eliminare la volpe, ma il suo piano fallì in quanto Fox venne salvato dal padre. Andross rimase vivo sotto forma di spirito, e raggiunse il pianeta Sauria. Manipolando il leader della tribù degli SharpClaw, il Generale Scales, Andross riuscì ad ottenere gli spiriti Krazoa e usarli per riacquistare una forma corporea. I suoi piani andarono in fumo una volta per tutte grazie all'intervento di Fox. Il Team Star Fox incontrerà il fantasma di Andross sul pianeta Titania in Star Fox Command dove a seconda della missione prenderà il possesso di una tra quattro armi biologiche. Andross appare come assistente in Super Smash Bros. Brawl e in Super Smash Bros. per Nintendo 3DS e Wii U e come spirito su Super Smash Bros. Ultimate

### Generale Scales
Il Generale Scales (スケール将軍?, Sukēru Shōgun) è il capo della tribù degli SharpClaw. Andross promise di donargli i suoi poteri se lo avesse aiutato a portare a termine il suo piano. Scales riuscì a frammentare il pianeta Sauria in quattro parti, e occupò ciascuna di queste con le sue truppe. Scales rimase dietro le quinte fino a quando non fu raggiunto da Fox. A questo punto, Andross abbandonò Scales e rivelò di averlo usato solo come pedina. Il destino di Scales rimane sconosciuto.

## Personaggi di supporto

### Generale Pepper
Il Generale Pepper (ペパー将軍?, Pepā Shōgun) è il comandante in capo alle forze di difesa Corneriane. Fu lui ad esiliare Andross e a spedire il Team Star Fox ad investigare cinque anni dopo. Da quel momento in poi, Pepper commissionò al team tutte le missioni seguenti. Durante l'invasione degli Aparoidi, rischiò la morte dopo che uno di essi si impossessò del suo corpo. Il generale ordinò a Fox di distruggerlo, visto che ormai non era più in lui. Fox distrusse la navetta di Pepper, ma fortunatamente fu salvato all'ultimo momento da Peppy Hare. In seguito, il Generale Pepper si ammalò e lasciò il posto di comandante al suo vecchio amico Peppy.

### Bill Grey
Bill Grey (ビル・グレイ?, Biru Gurei) è un cane, amico di Fox in gioventù. In origine erano insieme nell'accademia militare. In seguito, Bill venne eletto comandante dello squadrone Husky e Bulldog della flotta di Corneria. Aiuta il Team Star Fox a superare le difficoltà sul pianeta Katina.

### Lucy Hare
Lucy Hare (ルーシー・ヘア?, Rūshī Hea) è una lepre di colore rosa, unica figlia di Peppy Hare. Sua madre, Vivian Hare, morì a causa di una malattia poco dopo le Guerre di Lylat. Studiosa di astrofisica, il suo sogno è di diventare un pilota esperto come suo padre. Durante l'invasione degli Anglar, aiuta il Team Star Fox guidando la sua navetta. La sua migliore amica è Krystal.